# Trouble in Paradise (1989)
Trouble in Paradise is een Australisch-Amerikaanse tv-film uit 1989 geregisseerd door Di Drew en geschreven door Robert Sherman.

## Verhaal
Arthur, de man van Rachel, sterft en zijn lichaam wordt vanuit Thailand naar Groot-Brittannië overgebracht. Het schip komt in een storm terecht en zinkt. Rachel en Jake, een bemanningslid, zijn de enige overlevenden en komen op een onbewoond eiland terecht. Jake komt te weten dat de lijkkist gebruikt werd voor cocaïnesmokkel. Als de smokkelaars opduiken, overmeesteren ze hen en gebruiken ze hun schip om terug te keren naar de bewoonde wereld.

## Rolverdeling
| Acteur           | Personage |
| ---------------- | --------- |
| Raquel Welch     | Raquel    |
| Jack Thompson    | Jake      |
| Nicholas Hammond | Arthur    |
| John Gregg       | Seth      |